# スローターハウス5
『スローターハウス5』（スローターハウス ファイブ、原題: Slaughterhouse-Five, or The Children's Crusade: A Duty-Dance With Death）は、1969年に出版されたカート・ヴォネガット・ジュニアの小説。
時間旅行を筋立ての道具とするとともに、ヴォネガットがその余波を目撃した第二次世界大戦のドレスデン爆撃を出発点として、SFの要素と人間の条件の分析とを結びつけた作品である。1970年ヒューゴー賞長編部門候補作。
この本が出版された時には、ドレスデン爆撃はまだ広く知られておらず、退役兵や歴史学者によって語られることもほとんどなかった。この本は、爆撃の認知度を高め、大戦中の連合国によって正当化された都市空爆の再検証へとつながった。

## 構成
『スローターハウス5』は、20世紀が舞台で、第二次世界大戦での経験と家族との関係を中心として、ビリー・ピルグリムの様々な時代での物語が絡み合っている。この本は、一見無作為に見える出来事の連続だが、それらが組み合わさって作品の主題を提示している。

## 書名
「スローターハウス5」（小説中では「シュラハトホーフ＝フュンフ」（ドイツ語: Schlachthof Fünf））とは「第5屠殺場」を意味し、ドレスデンの爆撃の間、主人公ビリー・ピルグリムが捕虜として収容された場所である（これは、ドレスデンで捕虜となったヴォネガット自身の体験と対応している）。ヴォネガットは、『チャンピオンたちの朝食』などの他の著作でもしているように、当作にも副題を付けている。当作のそれは『子供十字軍』である。ヴォネガットは最初の章で、子供たちが奴隷として売られた13世紀の少年十字軍について触れている（実際の歴史上の出来事がどのようなものであったかについては異論があるが、文学的には子供たちを意図的に奴隷として売ったことを意味する）。ヴォネガットは戦争を「子供を奴隷として売ること」に比せて、この副題をつけた。

## あらすじ
第二次世界大戦中、ろくに訓練も受けていない米兵のビリー・ピルグリムは道に迷い、ドイツ兵に捕らえられ、ドレスデンにある使われていない屠殺場の奥深くに設けられた代用監獄で生活することになる。理由は説明されないが、ビリーは時間の中に解き放たれる（ただし、後に、飛行機事故を生き延びた際に軽い脳障害が残った結果、死を含む人生の様々な時点を無作為に繰り返し訪れることが示唆されている）。
彼はトラルファマドール星からやって来た地球外生物に出会い、後には誘拐されて星の動物園でポルノ映画スターのモンタナ・ワイルドハックとともに展示される。トラルファマドール星人は、物理的にはトイレのプランジャー（吸引具）と似ていて、四次元（4つめの次元は時間である）を見ることができる。トラルファマドール星人はその人生のすべての瞬間を既に見ており、その運命を変えるような選択をすることはできないが、自分が集中したいと思う人生の瞬間を選んで焦点を合わせることはできる。
この物語を通じて、ビリーは時間の中を行き来し、人生の様々な場面を何度も追体験する。このせいで、次に人生のどの場面が現れるのか分からないビリーはいつもあがり症を感じることになる。彼はトラルファマドール星で時を過ごし、ドレスデンで過ごし、捕虜になる前の第二次世界大戦中のドイツで深い雪の中をぼんやりと歩き、戦後のアメリカで結婚生活を送り、何年も後の地球上での自分が撃たれて殺される瞬間に向かう。あらかじめそこでの運命を知っているビリーはトラルファマドール流の運命論を受け入れており、すばらしい個人的な平和を手に入れて、この哲学を多くの人々に広めて地球上で有名な人物になる。
ビリーの運命論は現実（少なくともビリーが知覚した現実）に基づくもののようである。ビリーがオフィスに平安の祈りの写しを持っていることに気づいた後、語り手は言う。「ビリー・ピルグリムが変えることのできないもののなかには、過去と、現在と、そして未来がある。」
トラルファマドール星人の誘拐者の中の人間に同情的に見えたひとりは、彼が訪れたことがある31の生命が住む惑星のうち、「自由意志といったものが語られる世界は地球だけだった」と言う。
この本は、妻の死や、第二次世界大戦でのナチスによる捕囚や、この本を書くきっかけとなったドレスデン爆撃など、ビリーの人生で起きた他の様々な出来事も分析する。この小説では特定のフレーズが繰り返し使われている。例えば、死（人であれ動物であれシャンパンの泡であれ）に触れる時には「そういうものだ」（"So it goes."）という語が使われ、死すべき運命を軽く見せ、死がありふれた事でユーモラスでさえあるかのようにしている。また、「芥子ガスとバラ」が、腐乱した死体のひどい臭いや酔っぱらいの息に対して使われている。
ビリーの死は、奇妙な一連の出来事の結果である。戦闘の間、仲間の兵士のローランド・ウェアリーによると、ビリーは信じられないほど戦闘に不向きで、そのせいで2人は捕虜となった。ローランド・ウェアリーが、自身が捕虜になったことを（そして死ぬことも）ビリーのせいにするので、ウェアリーの陰気な友人ラザーロは、“ビリー・ピルグリムを殺す”と誓う。ラザーロは「復讐こそが人生における最も甘美なもの」と信じていたが、ビリーはいつも時空を旅していた為いつどうやって自分が殺されるのかを知っていた。彼はアメリカ合衆国が多くの小国に分裂した未来に、公衆の前で演説中に、ラザーロに撃たれて死ぬ。ビリーはその演説中、演説が終わるとわたしは殺されるだろうと宣言し、この“動かしようのない”事実を彼のメッセージを伝えるために使う。
時間は、3次元の切片に加わるもうひとつの次元であり、我々はその切片が同時に存在することを知っているのだから、誰もが常に生きており、死は悲しいものではないと。

## 日本語訳
- 屠殺場5号 （1973年 伊藤典夫訳 早川書房・ハヤカワノヴェルズ）
- スローターハウス5 （1978年 伊藤典夫訳 早川書房・ハヤカワ文庫 ISBN 4-15-010302-X）

## 映画化作品
『スローターハウス5』は、ジョージ・ロイ・ヒル監督、マイケル・サックス主演で、1972年に映画化され、カンヌ国際映画祭審査員賞（1972年）とサターンSF映画賞（1972年）ヒューゴー賞映像部門（1973年）を受賞した。グレン・グールドのゴールドベルク変奏曲などが劇中音楽として使用されている。

### キャスト
| 役名                     | 俳優                     | 日本語吹替                                                     |
| 役名                     | 俳優                     | TBS版                                                          |
| ------------------------ | ------------------------ | -------------------------------------------------------------- |
| ビリー・ピルグリム       | マイケル・サックス       | 津嘉山正種                                                     |
| ポール・ラザロ           | ロン・リーブマン         | 飯塚昭三                                                       |
| モンタナ・ワイルドハック | ヴァレリー・ペリン       | 野村道子                                                       |
| エドガー・ダービー       | ユージン・ロッシュ       | 大木民夫                                                       |
| バレンシア               | シャロン・ガンス         | 花形恵子                                                       |
| バーバラ                 | ホリー・ニア―            | 火野捷子                                                       |
| ロバート                 | ペリー・キング           | 桜本昌弘                                                       |
| ウィアリー               | ケヴィン・コンウェイ     | 辻村真人                                                       |
| スタンリー               | ゲイリー・ウェインスミス | 清川元夢                                                       |
| 不明 その他              |                          | 千葉耕市 野島昭生 上田敏也 岡田道郎 藤本譲 加藤正之 三枝みち子 |
|                          |                          |                                                                |
| 演出                     | 演出                     | 岡本知                                                         |
| 翻訳                     | 翻訳                     | 宇津木道子                                                     |
| 効果                     | 効果                     | PAG                                                            |
| 調整                     | 調整                     | 島津勝利                                                       |
| 制作                     | 制作                     | グロービジョン                                                 |
| 解説                     | 解説                     | 荻昌弘                                                         |
| 初回放送                 | 初回放送                 | 1977年11月21日 『月曜ロードショー』                            |

※日本語吹替はDVD・BDに収録。

### スタッフ
- 監督：ジョージ・ロイ・ヒル
- 脚本：スティーブン・ゲラー
- 製作：ポール・モナシュ
- 音楽：グレン・グールド
- 撮影：ミロスラフ・オンドリチェク
- 編集：デデ・アレン

## 文化的影響
- ケネス・ブラウワーが書いた『宇宙船とカヌー』では、フリーマン・ダイソン博士が息子にヴォネガットの『スローターハウス5』を渡すエピソードが描かれている。

## 社会的影響
『スローターハウス5』は1969年の発売以来、反社会的、わいせつ、不適切な言葉遣いなどの理由によって保守的な価値観を持つ人々から悪書として批判され、全米図書館協会の調査では出版から30年以上経った1990年から2000年の10年のあいだでも、図書館から排除を求められた本の69位と上位に位置している。1970年代から1980年代には同書を図書館や学校から排除する訴訟と、それに反対する市民運動がアメリカ各地で数多く起こされ、その判例は地方教育と司法に大きな影響を与えている。
1971年にミシガン州ロチェスターの巡回裁判所に『スローターハウス5』を教材から排除することを求める提訴が行われた。提訴の理由は、同書には反宗教・反キリスト教的な内容が含まれており、教材としての使用は特定の宗教を抑圧することになり、合衆国憲法修正第1条と第14条に違反している、というものだった。オークランド郡裁判所は原告の訴えを認め、判決によってオークランド学校区の教材としての使用禁止と、同学校区全ての学校図書館からの排除が命令された。被告となったロチェスター・コミュニティ学校区は第一審を不服としてミシガン州の連邦控訴裁判所に控訴した。控訴審は合衆国憲法は学問の自由を制限するものではないこと、同書を使用した授業が特定の宗教を称揚・抑圧するものではないこと、第一審の判断には裁判官個人の感情移入が見られることから、判決を覆し『スローターハウス5』の排除命令を無効とした。
1973年にはノースダコタ州で『スローターハウス5』を教材とした授業に対する保護者からの抗議に応じ、学校区は同書をポルノと判断し、管内の32冊を焼却する焚書事件が起こる。教育長は思想取締りの意図は無いと弁明したが、焚書に対し生徒から抗議の声が上がり、事件を知ったヴォネガットは教育長に対して抗議の書簡を送っている。
1975年にニューヨーク州ロングアイランドで起きた『スローターハウス5』禁書騒動は訴訟問題に発展し、最終的に連邦最高裁まで進んだ。1982年に行われた最高裁での裁判では、学校図書館の蔵書を教育委員会が個人の信条によって排除したことを違憲と判断し、本を読む権利と公立学校の授業のカリキュラムとして本を読む権利は異なるという判断を示した。この裁判は生徒が本を読む権利を明確に認めた点で画期的なものとなり、その後の図書館を巡る裁判の重要な判例となった。しかし、最高裁判決後も、図書購入の審査から恣意的に除外されるなど『スローターハウス5』を巡る排除は各地で発生している。